# Lorenzo Ricci
Lorenzo Ricci S.J. (Florence, 2 augustus 1703 - Engelenburcht, 24 november 1775) was een Italiaanse jezuïet. Hij was verkozen tot de achttiende generaal-overste van de Sociëteit van Jezus. Hij was ook de laatste vóór de afschaffing van de Jezuïetenorde in 1773.

## Vroege leven en carrière
Ricci werd geboren in Florence, Italië, in een van de oudste en meest illustere families van Toscane. Op zeer jonge leeftijd werd hij naar Prato gestuurd om daar het Cicognini-college van de jezuïeten te bezoeken. Hij trad op amper vijftienjarige leeftijd, op 16 december 1718, toe tot de Sociëteit, tijdens het noviciaat van San Andrea in Rome.
Na zijn studies filosofie (1722-1725) en theologie (1729-1734) aan het Collegio Romano te hebben afgerond, doceerde hij in Siena en Rome. Hij werd officieel geprofest in augustus 1736. Van 1751 tot 1755 was hij geestelijk leider aan het Romeinse college. Sterker nog, dit rustige en bescheiden spirituele werk – met name het geven van de Geestelijke oefeningen van Ignatius van Loyola (een vorm van begeleide retraite) – leek zijn voorkeur te hebben gehad. In 1755 werd hij tot secretaris van de Sociëteit gekozen.

## Generaal-overste
Tijdens de 19e Algemene Congregatie, in mei 1758, werd Ricci bij de tweede stemming verkozen tot Generaal-overste van de Sociëteit van Jezus. Guilio Cordara, die in de buurt van Ricci woonde en hem goed gekend lijkt te hebben, betreurde deze keuze: "Vanwege zijn kalme aard en al te kalme temperament achtte ik hem weinig geschikt voor een tijd waarin onrust en stormen buitengewone toepassing van ongebruikelijke remedies lijken te vereisen voor ongebruikelijke kwalen." Ricci zelf verzocht om van de verantwoordelijkheid te worden ontheven.

### Jezuïeten in Portugal
De crisis met de katholieke koninklijke hoven van de Bourbons bereikte een hoogtepunt. Vier maanden na de verkiezing van Ricci werd er een aanslag gepleegd op koning Jozef I van Portugal. Eerste minister Sebastião de Melo, jaloers op Gabriël Malagrida's invloed aan het hof, beschuldigde de jezuïet van betrokkenheid bij het complot. Malagrida werd schuldig bevonden aan hoogverraad, maar kon als priester niet worden geëxecuteerd zonder toestemming van de Inquisitie, dus werd hij in plaats daarvan geëxecuteerd wegens ketterij. De jezuïeten werden in september 1759 uit Portugal verdreven. Het decreet omvatte ook de Portugese bezittingen Brazilië, Goa en Macao.

### Jezuïeten in Frankrijk
De jezuïeten in Frankrijk hadden de vijandschap van de invloedrijke Madame de Pompadour over zich afgeroepen. Volgens de gravin van Courson had Pompadour in 1752 de jezuïeten benaderd met het verzoek om openlijk tot de sacramenten te worden toegelaten, in de hoop haar positie en invloed te versterken ten nadele van de koningin en de dauphin. De priesters vermoedden dat haar motieven niet spiritueel waren en weigerden totdat ze niet langer de maîtresse van de koning zou zijn. Binnen enkele jaren werd ze een van de meest fervente voorstanders van de vernietiging van de Sociëteit; de reden voor haar vijandigheid werd door velen vermoed.
Antoine de La Valette was de vierendertigjarige overste van de missies op Martinique, die zwaar in de schulden zaten. Lavallette leende zwaar, raakte overbelast en ging failliet toen de Britten twaalf van de dertien schepen in beslag namen die producten van de plantages vervoerden voor verkoop in Frankrijk. De pogingen van de Sociëteit om LaValette op Martinique te interveniëren, werden belemmerd door de Zevenjarige Oorlog. De oorlog had Frankrijk bijna bankroet gemaakt en Étienne François de Choiseul, minister van Buitenlandse Zaken en minister van Oorlog, zag in de bezittingen van de jezuïeten een kans om de krooninkomsten te herstellen. De Franse jezuïeten probeerden een schikking te treffen met de schuldeisers, maar toen de zaak voor de rechter kwam, werd de hele Sociëteit verantwoordelijk gesteld voor de schuld en werd er een decreet uitgevaardigd voor de inbeslagname van al hun bezittingen. Dit maakte de Sociëteit in Frankrijk bankroet. Een anonieme Franse auteur publiceerde een pamflet, naar verluidt bestaande uit brieven tussen Ricci en Corsicaanse opstandelingen. De Sociëteit werd in 1764 uit Frankrijk verbannen, in 1767 uit Spanje en Napels en in 1768 uit het hertogdom Parma.
Zolang Clemens XIII paus was, genoot de Sociëteit op de een of andere manier bescherming in Rome. De paus gaf de Sociëteit opnieuw publiekelijk zijn goedkeuring (de bul Apostolicum pascendi van 1769). De paus adviseerde Ricci, die onervaren was in de kunst van het besturen en altijd afgezonderd van de wereld en diplomatieke intriges had geleefd, om moed, gebed en geduld te oefenen.
Ricci stuurde circulaires naar de jezuïeten over Vurige volharding in gebed (1763), Over grotere vurigheid in gebed in 1769, en slechts enkele maanden voor de opheffing van de Sociëteit nog een circulaire over een nieuwe stimulans tot gebed (februari 1773). Hij was duidelijk niet op de hoogte van wat er gaande was. Maar de druk op de Heilige Stoel nam toe en tijdens het conclaaf (in 1769) dat bijeengeroepen werd om een opvolger voor Clemens XIII te kiezen, was de opheffing van de jezuïeten de belangrijkste kwestie. Clemens XIV werd gekozen; het is niet duidelijk of hij een belofte deed om de Sociëteit te laten opheffen. Na zijn verkiezing nam Clemens XIV harde en vernederende beslissingen tegen de Sociëteit om haar vijanden te sussen, maar de politieke druk bleef aanhouden en uiteindelijk schafte de paus de orde af (Dominus ac Redemptor van 21 juli 1773). De belangrijkste reden hiervoor was dat hij "de vrede in de Kerk wilde herstellen".

## Dood
Jezuïetengemeenschappen werden ontbonden, bibliotheken geconfisqueerd en eigendommen geplunderd. Onder druk van de Spaanse ambassadeur José Moñino, eerste graaf van Floridablanca, werd Ricci achter slot en grendel gezet in de Engelenburcht in Rome, waar hij verdere vernedering en mishandeling onderging (zo mocht hij bijvoorbeeld de mis niet opdragen). De publiekelijk tegen de jezuïeten geuite beschuldigingen werden nooit voor de rechter gebracht: er vond geen rechtsgang plaats. Voordat hij stierf, verklaarde Ricci plechtig ten overstaan van getuigen: "Ik zeg en protesteer dat de Sociëteit van Jezus geen enkele reden heeft gegeven om haar onderdrukking te rechtvaardigen; noch is er een geldige reden waarom ik in de gevangenis had moeten worden gezet." Hij is begraven in de crypte van de Chiesa del Gesù in Rome.
Ongeveer zes weken na Ricci's dood beval paus Pius VI de vrijlating van Ricci's vijf assistenten.